# Грб Туве
Грб Туве је званични симбол једног од субјеката Руске федерације са статусом републике, Туве. Грб је званично усвојен 7.септембра 1992. године.

## Опис грба
Државни грб Републике Тува је слика коњаника обученог у националној туванској ношњи, на плавој позадини. Он галопира коња према зрацима излазећег сунца. 
На дну грба на традиционалној ленти пише име Републике на тувинском језику: „Тыва“. 
Јахач, коњ, сунце и његови зраци, те натпис имена Републике су у златној (жутој) боји. Слика лежи у кадрираној петокружној контури са наизмјеничним смјенама златне, бијеле и опет златне боје.